# Iglesia de San Agustín (Valladolid)
La iglesia de San Agustín de Valladolid (España), es hoy la sede del Archivo Histórico Municipal de Valladolid. La iglesia es la única parte que se mantiene en pie de lo que fue un conjunto conventual.

## Historia

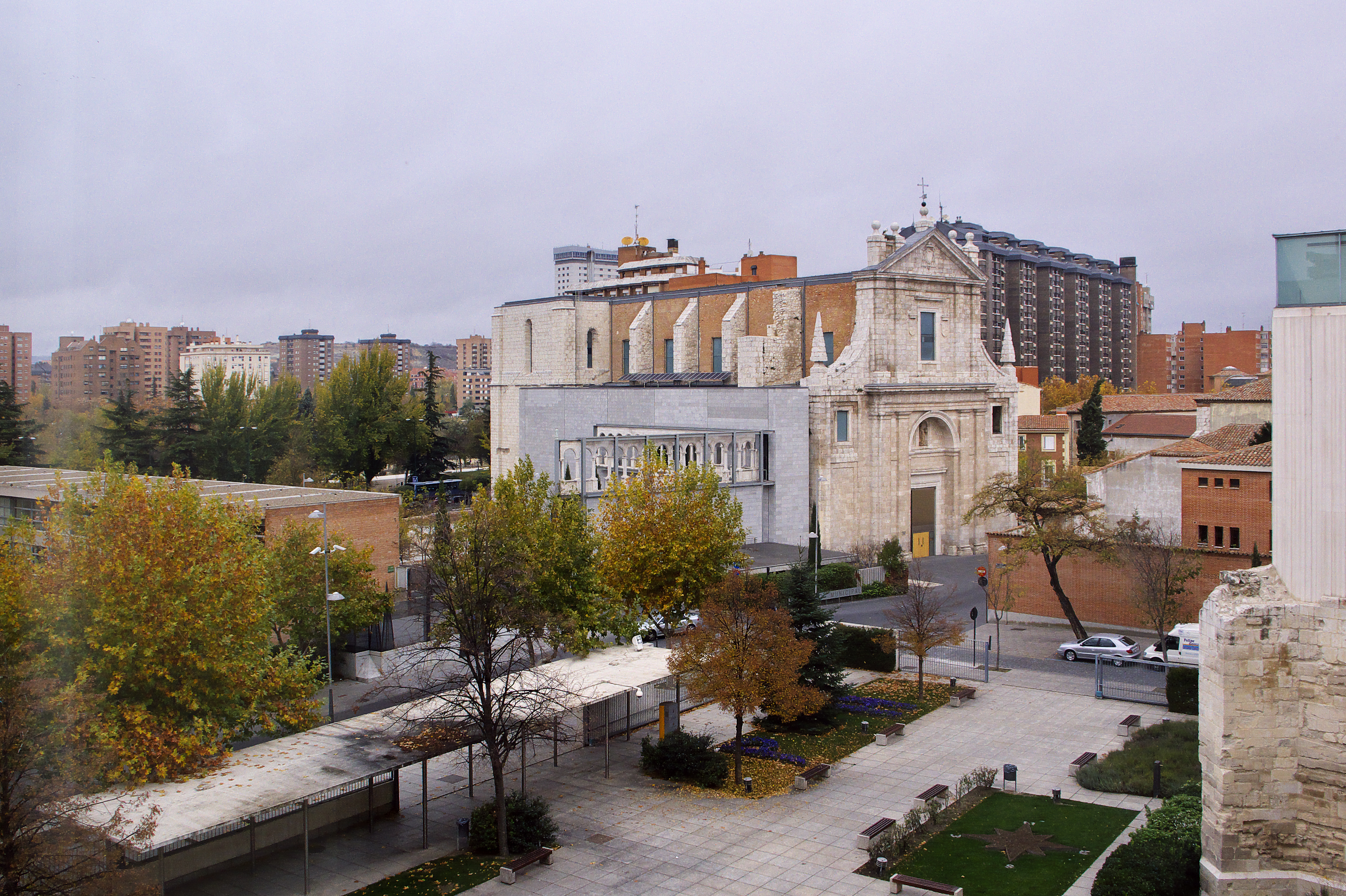
La iglesia y alrededores.

Los agustinos llegan a Valladolid en la época de Enrique III de Castilla, aunque ya desde el siglo XIII se habían fundado en la ciudad numerosos conventos de otras órdenes que marcaron el desarrollo urbanístico de varias zonas. Cercanos a este de San Agustín, en el noroeste de la ciudad, se fundaron el Convento de San Pablo, el de Santa Isabel, el de Santa Catalina o el de San Quirce.
En 1407 los agustinos se trasladan al palacio del Condestable Ruy López de Dávalos, sobre el que se construye el primitivo convento en 1407. Próximo a él, se fundaba también, el influyente Monasterio de San Benito.
De la única parte del convento que se mantiene en pie, la iglesia, se tienen noticias desde 1550, a través de la cita de una bula papal que concede al convento préstamos para su construcción sobre:

«unas casas con corrales e huertas a las espaldas contra el río de Pisuerga, las cuales dichas casas son en la dicha villa a do dicen Reoyo»

La construcción de la iglesia de San Agustín se prolongó entre los años 1550 y 1627 y sus trazas se deben al arquitecto Diego de Praves. Su edificación se realizó en dos etapas: la primera es tardogótica, y estuvo inspirada en la Colegiata jesuítica de la localidad vallisoletana de Villagarcía de Campos. En la segunda fase, de estilo clasicista se finalizó la fachada principal en la que se encuentran las armas de los condes de Villamediana.
El cuerpo de la iglesia tiene una sola nave alargada de armoniosas proporciones, con cinco capillas por lado entre contrafuertes, las dos últimas capillas de cada lado están situadas bajo el coro que se alza sobre bóveda de aristas.
Adosadas a la iglesia se construyeron varias capillas funerarias, hoy desaparecidas, como la del influyente banquero de origen italiano Fabio Nelli, propietario del Palacio de Fabio Nelli, que se encuentra cerca del templo.
En los años posteriores, el conjunto conventual se amplió con la compra de numerosas propiedades en sus alrededores, reflejo de la pujanza del convento y que mantuvo hasta el siglo XIX.

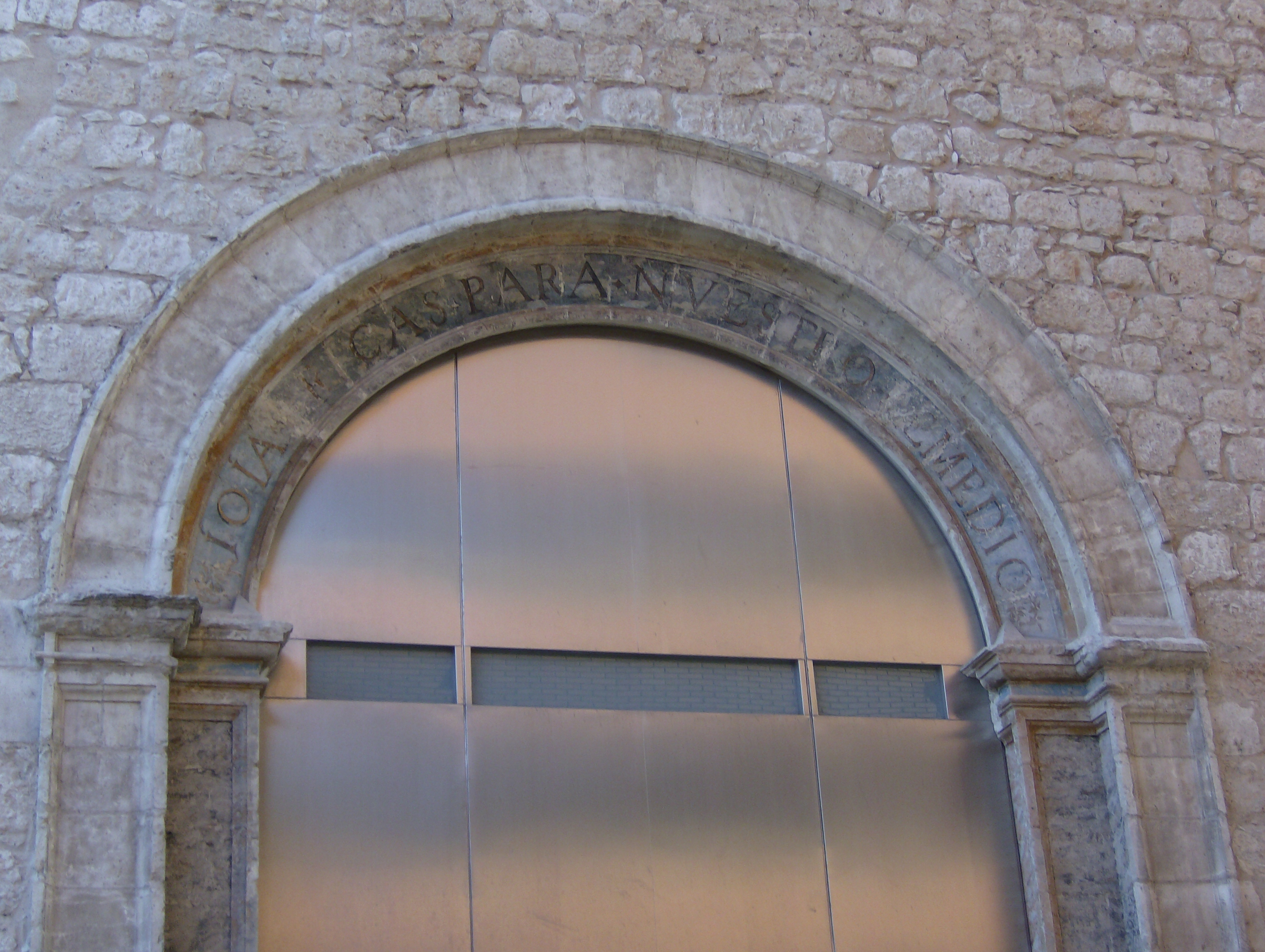
Puerta lateral tras la restauración

En 1801, con el estallido de la Guerra de Independencia y la invasión napoleónica el edificio sirvió de albergue para las tropas francesas que se hospedaron en Valladolid (ver Historia de Valladolid) en su camino hacia Portugal, lo que ocasionó importantes deterioros y el expolio por parte de los franceses de las riquezas del convento. En 1814 se retoma la vida conventual con tan solo cuatro monjes.
Durante el Trienio Liberal fue desalojado nuevamente, para después retomarse la vida eclesiástica hasta 1835, en el que prácticamente fue desmantelado a causa de la Desamortización. 

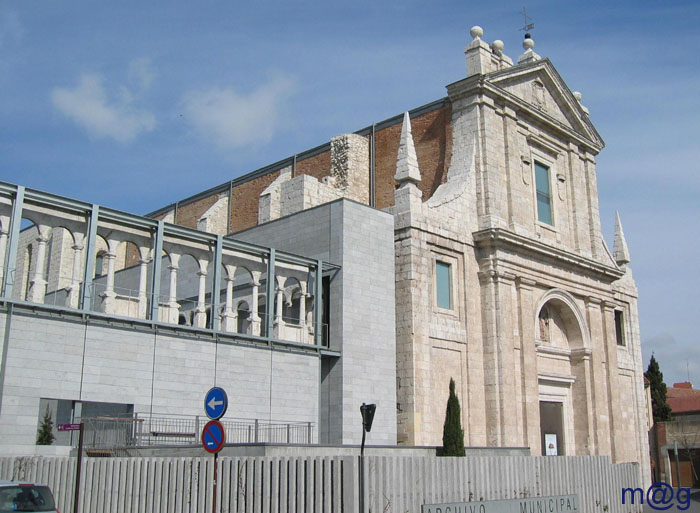
Vista de la iglesia y el archivo

A lo largo del siglo XIX, el edificio fue deteriorándose progresivamente y a medidos de siglo se encontraba en un estado lastimoso. Algunas partes del conjunto conventual fueron derribadas y cedidas a la Hacienda militar que les adjudicó uso como cuartel y fuerte. Se tiene constancia de que el convento sirvió como panadería mientras que el templo fue utilizado como granero para los caballos de la guarnición. Tras un informe realizado por la Academia de Bellas Artes de San Fernando se contempló la posibilidad de proceder a su derribo.
Desde principios del siglo XX, la iglesia se mantuvo en un estado de ruina. En 1925, se procedió a desmantelar el claustro, siendo trasladado al Museo Arqueológico de Valladolid para, a continuación, instalarse en el Parque del Campo Grande y por último ser depositado en el Museo Nacional de Escultura. La arquería se recuperó tras la restauración de la iglesia, como un elemento arquitectónico adosado a la fachada. En 1942 se concretó la permuta de las ruinas al Ayuntamiento de Valladolid, permaneciendo desde entonces sin uso aunque en ocasiones sirvió como escenario de acontecimientos culturales.
Entre los años 2000 y 2002 se realizaron catas arqueológicas en los alrededores del templo, y en el año 2002 se llevó a cabo su rehabilitación con la intención de que sirviese de sede del Archivo Municipal.

## Archivo Histórico Municipal
La iglesia contiene el archivo Archivo Histórico Municipal, que alberga documentación que data desde el siglo XII hasta la actualidad. El documento más antiguo es un privilegio de Enrique I de Castilla por el que se dona al Concejo de Valladolid la villa y castillo de Cabezón de Pisuerga, en reconocimiento de la fidelidad del concejo al rey frente a los enfrentamientos con la nobleza.